# 明堂

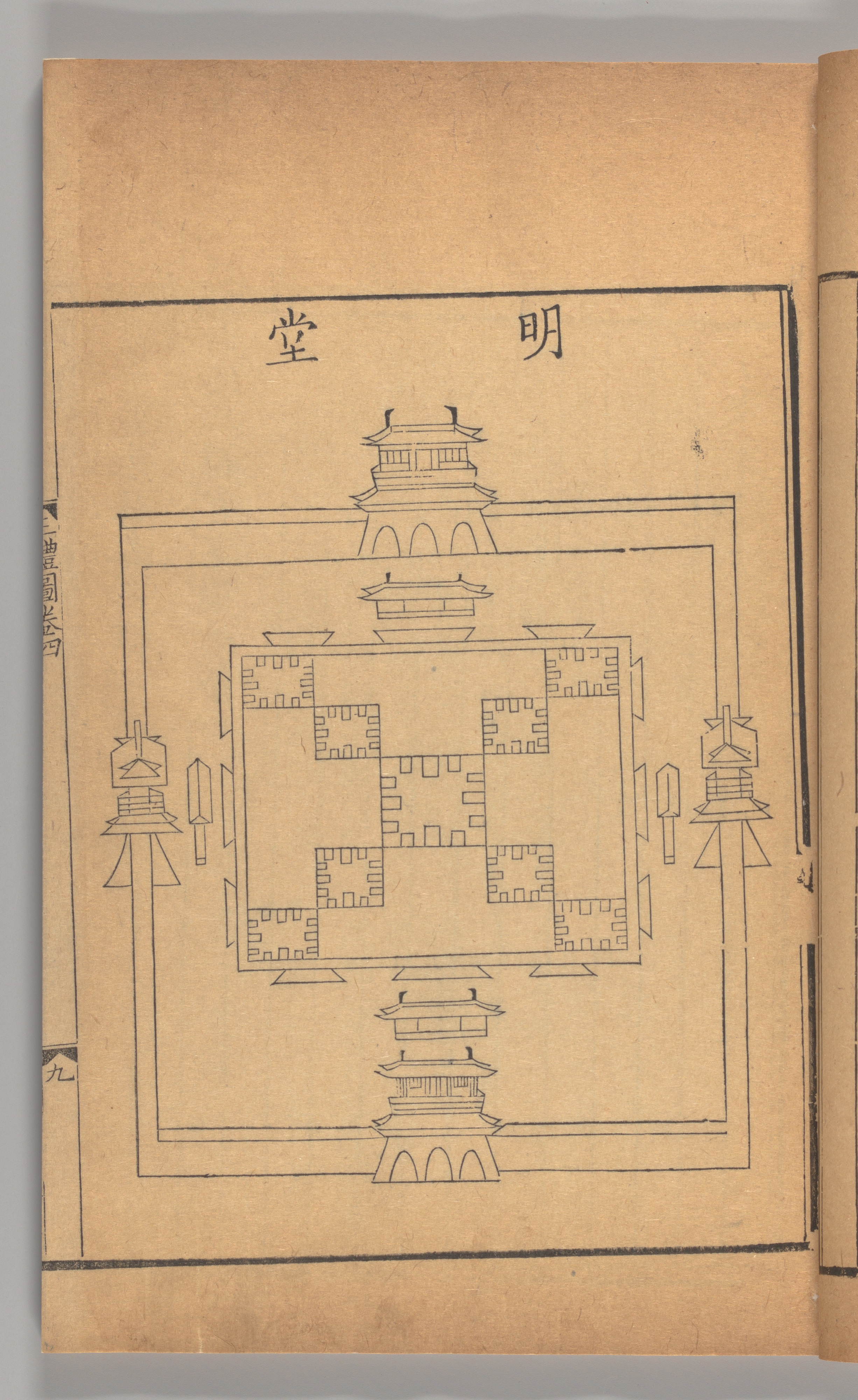
通志堂版《三礼图》中的明堂，反映了宋代学者对明堂的认知

明堂，又称清庙、艺祖、陽館。是周代天子按尊卑受诸侯朝觐的场所，也是祭祀文王的地方，孟子说：“明堂者，王者之堂也。”根据《逸周书·明堂解》，明堂最早于周公摄政时建造。《大戴礼记·盛德篇》则称明堂上古已有之。清代学者汪中将明堂分为六种，分别为：宗周、东都、路寝、方岳之下、太学以及鲁太庙。

## 演論

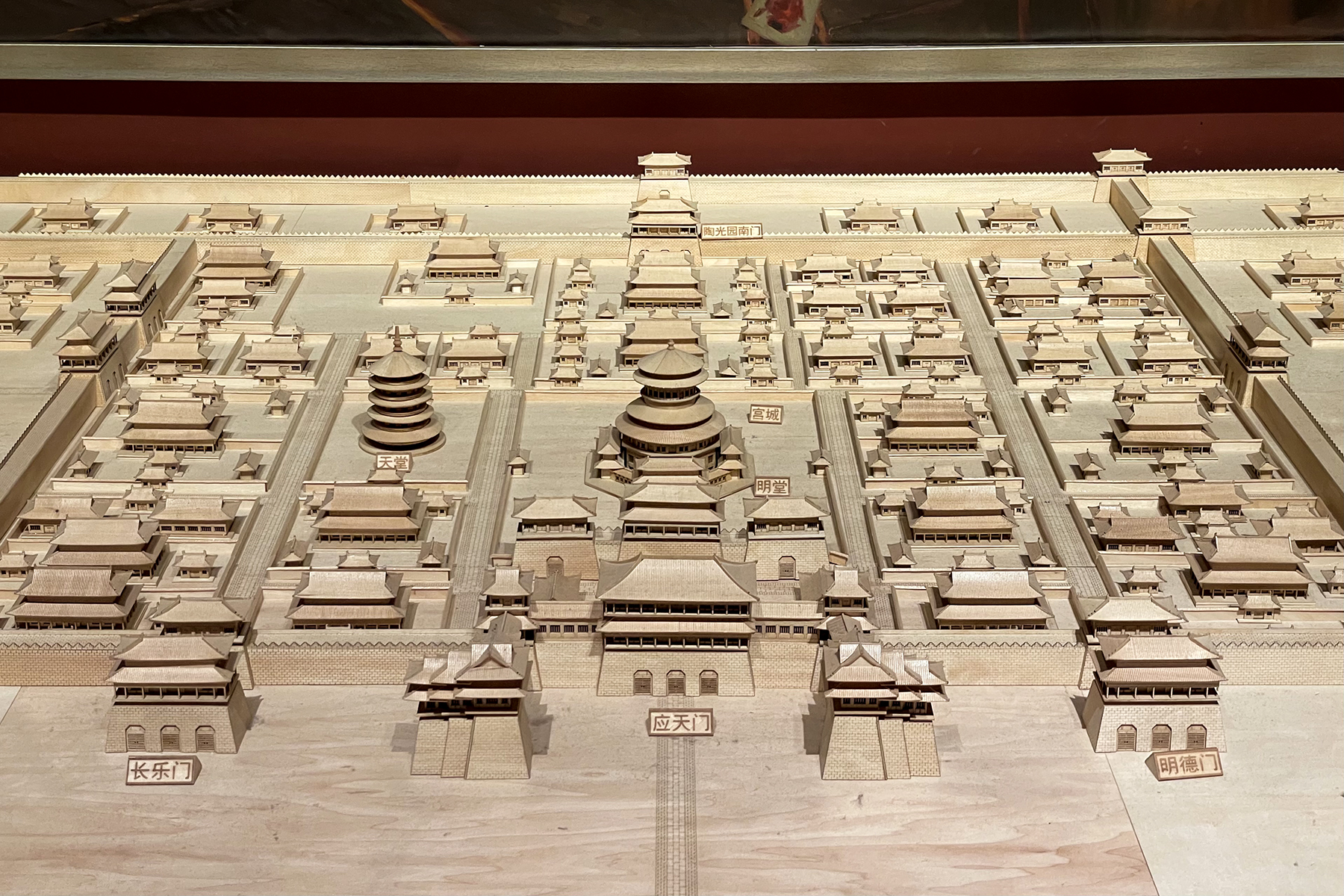
武则天时期洛阳城复原模型，正中央即为明堂，摄于河南博物馆

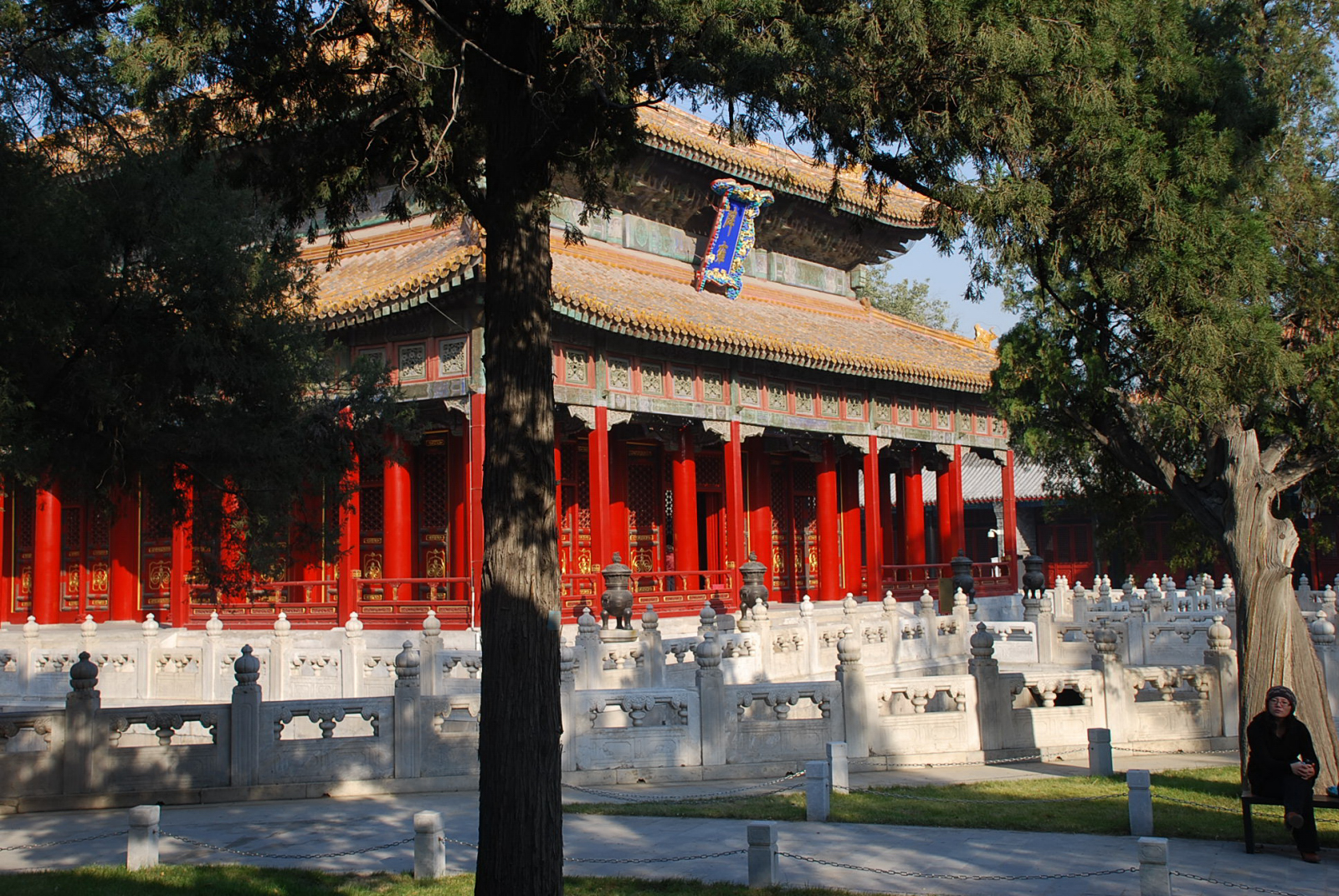
北京国子监辟雍殿

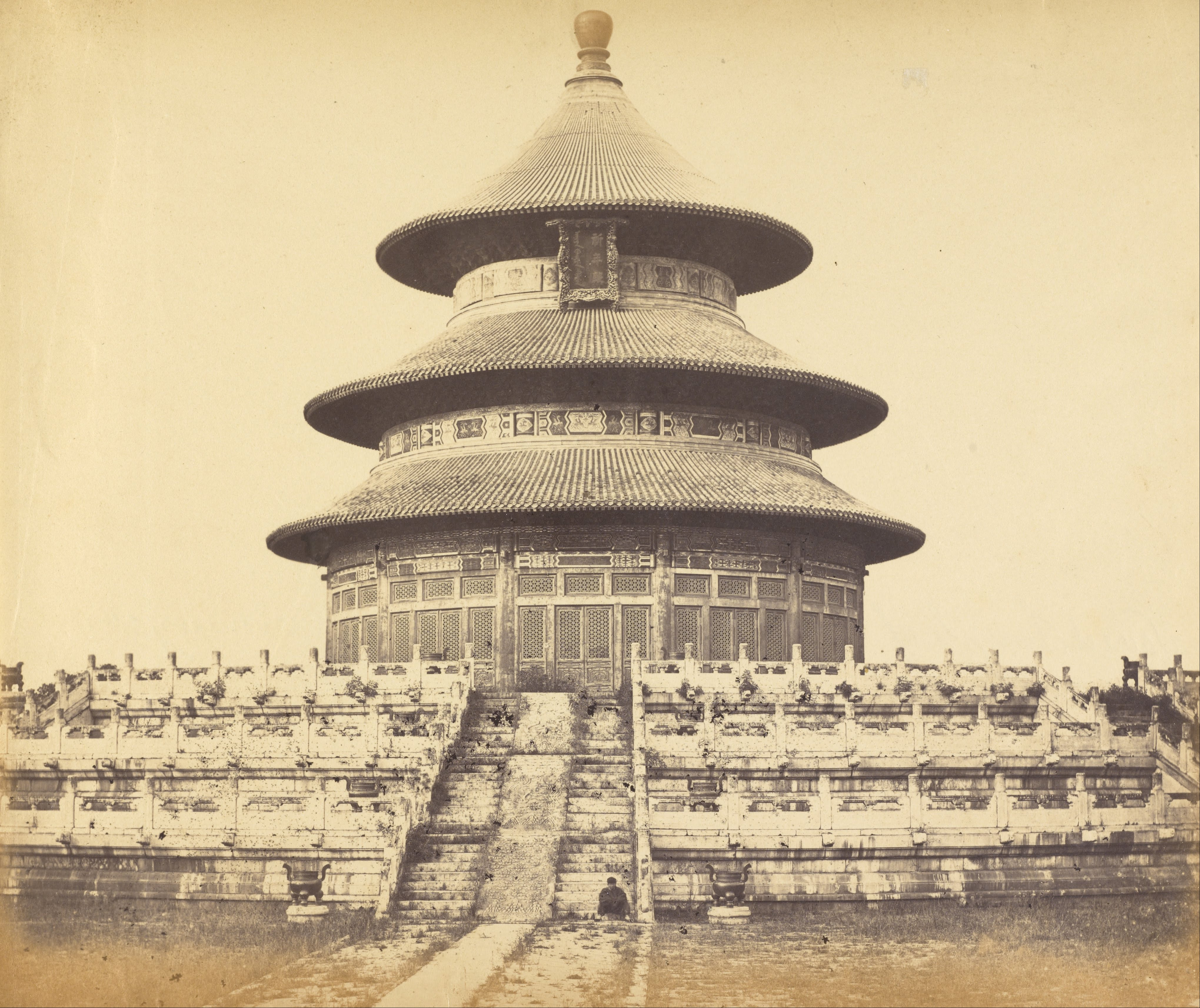
1860年的北京天坛祈年殿

明堂是天子舉行朝会、祭祀之所，《淮南子·主术训》云:“神农以时尝谷，祀于明堂”，《大戴礼记》称“明堂者，古有之也，凡九室。二九四、七五三、六一八。蓋即河圖之義。”。《孟子·梁惠王下》載：“夫明堂者，王者之堂也。”阮元认为，明堂和辟雍都是上古简陋的房屋，“上圆下方，重盖以茅，外环以水”。
《汉书·艺文志》提到两部相关明堂的著作，即《明堂阴阳》（33篇）和《明堂阴阳说》（5篇）。《隋书·经籍志》提到有《九宫经》，是後人偽託黃帝之作云：“戴九履一，左三右七，二四为肩，六八为足，五居中宫，总御得失。”
远古明堂形制至今不明，目前能确定的，只有整体建筑下方上圆，以及具体能分为东之青阳、西之总章、南之明堂、北之玄堂、中之太室五大区域。明堂室内布局形制主要有《吕氏春秋》所持五室制及《大戴礼记》所持之九室制两种假说。两汉分别依据五室制与九室制在长安和洛阳南郊修建了祭天的明堂。隋唐均有意修建明堂，但因为众说纷纭，直到武周武则天才综合诸说创制了崭新的明堂，号曰“万象神宫”。其后，北宋宋徽宗也在汴梁宫城内修建了明堂。
明堂对中国礼制建筑的形制影响深远，北京天坛祈年殿和国子监辟雍均是复兴明堂建筑样式的尝试。

## 清庙
周代东都的明堂也称清庙。按《左传·桓公元年》：“清庙茅屋”其顶部是用茅草覆盖的。而蔡邕的《明堂论》指出，周王在清庙会举行禘祭。冬季举行大常（大尝）铭刻臣下功劳，在大烝祭时将功臣配享先王。古时臣子对于烝、尝十分重视，据《左传·文公二年》晋国人狼瞫在职位被续简伯取代后认为受辱，但不愿在没有立功的情况下战死，因为无功则不能得到祭祀。明堂四面通达，按《礼记·明堂位》，其南面有三重门，分别为：皋、应、路。其余三面皆一道门。

## 路寝
路寝是天子每月朔日在太庙完成仪式后进行听政的场所。据郑玄所言：“天子庙及路寝，皆同明堂制。”其形制与明堂同。又据王聘珍说：“天子将有事于明堂，则致斋于此宮。”也就是在路寝斋戒。杨倞曰：“明堂，天子布政之宫。”据阮元《明堂解》，路字古與“大”通，所以又稱大寢。路寝最初与郊外明堂形制一样，后来由于文明发展，都城中按功用分立了圜丘、宗庙、朝廷、学校。路寝便成了天子的居所，建筑方向朝南。

## 方岳与鲁庙
周公有大功劳，成王命鲁国在祭祀周公时使用天子的规格。每年夏六月，举行禘礼，用《清庙》之歌。方、岳之明堂，一是在天子巡守时作行宫之用，与诸侯会盟时则作为坛。据《史记·封禅书》泰山之下东北处有明堂。

## 洛阳明堂遗址

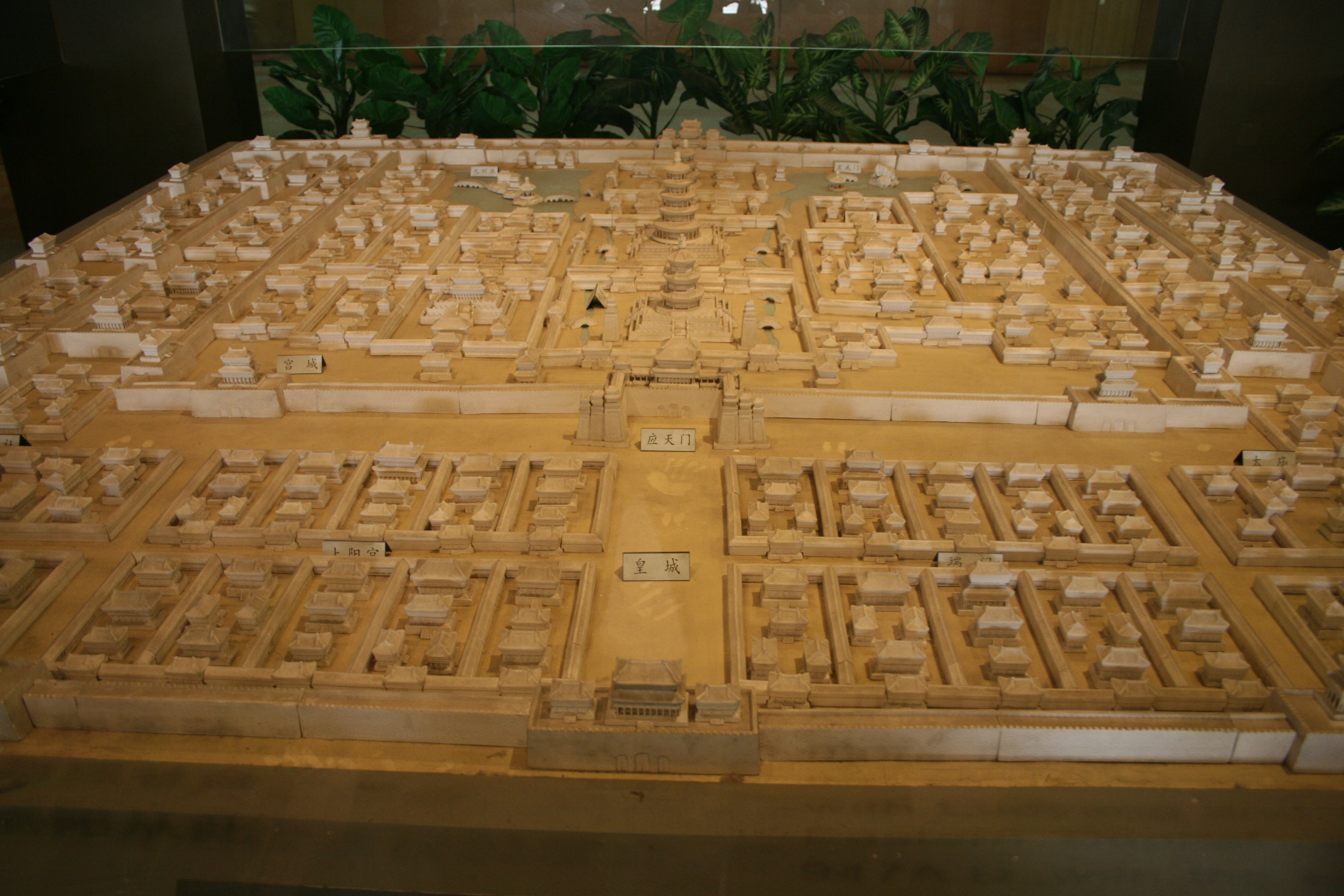
洛阳博物馆的武则天时期洛阳城复原模型，中央（应天门后）的建筑即为明堂，其后更高的建筑为“天堂”

洛阳明堂遗址是隋唐洛阳城国家遗址公园的组成部分，公园占地145亩，位于洛阳城市中心区域，这里曾是隋、唐、北宋洛阳城宫城的核心区域，是当时政治、经济、文化活动的发生地和物质见证，也是隋唐中原文化的重要遗址。整个公园主要有三大时期的遗址遗存，包括隋代大业殿遗址、唐代明堂天堂遗址和宋代太极殿遗址。由于武则天时期的唐代遗址遗迹影响较大，所以武则天时期洛阳城宫城正殿明堂遗址以及天堂遗址是主要展示对象。现存的明堂遗址是明堂的中心基址，为六圈八边形夯土台基，东西、南北最宽是105米。明堂保护展示建筑是运用现代设计理念，对于它的保护完全按照“保护罩”的形象进行设计。外观为三层台基，层层收分，上为八角攒尖屋顶（其内部共分2 层，建筑总面积9888.92 平方米）。同时为了避免过大的体量对整个遗址公园造成不协调的冲击以及对遗址的破坏，建筑形象尽量“谦逊”，总高21.18 米，总宽度105 米，建筑外立面进行绿化覆盖，使其与周围的公园绿化环境合为一体。

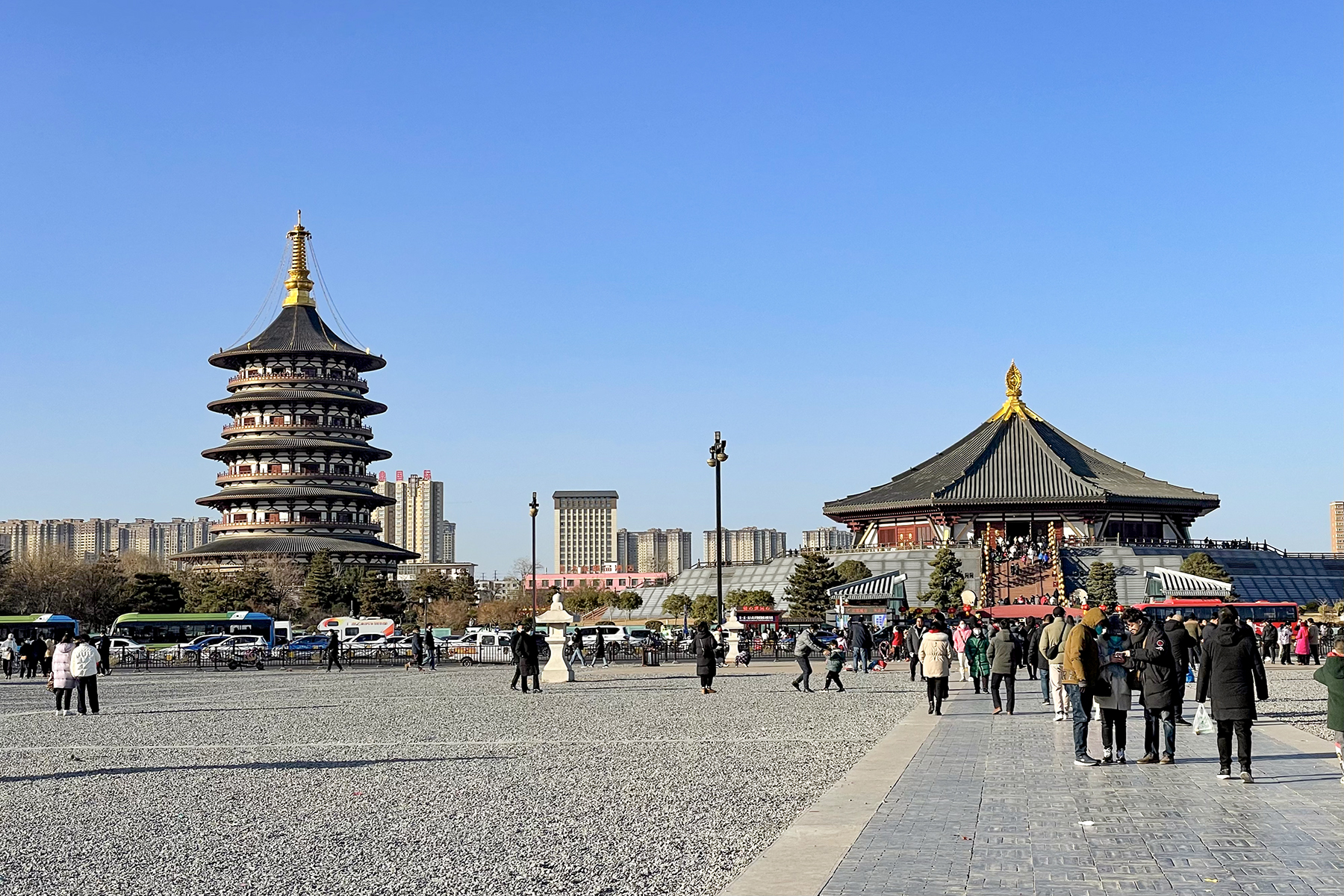
复建的明堂（右）与天堂（左）

现在设计的天堂遗址保护建筑位于遗址公园西北角，通高81.88 米，建筑面积12630 平方米。外观为两层方形台基上耸立的圆形阁楼（或塔）式建筑，外部5层，内部9层。除了要满足保护遗址的需要，在外观形象上要具象地再现唐朝时期的建筑风格。同时做为一个制高点，可使人们能够登高俯瞰整个宫城区的整体格局。